# A Republikanska futbolna grupa 1989-1990
L'edizione 1989-90 della A PFG vide la vittoria finale del CSKA Sofia, che conquista il suo ventiseiesimo titolo.
Capocannoniere del torneo fu Hristo Stoičkov del CSKA Sofia con 38 reti.

## Classifica finale
|    | Classifica                 | G  | V  | N  | P  | GF | GS | Dif | Pt |
| -- | -------------------------- | -- | -- | -- | -- | -- | -- | --- | -- |
| 1  | CSKA Sofia (C)             | 30 | 18 | 9  | 3  | 85 | 30 | +55 | 45 |
| 2  | Slavia Sofia               | 30 | 13 | 10 | 7  | 37 | 29 | +8  | 36 |
| 3  | FK Etăr                    | 30 | 14 | 7  | 9  | 51 | 32 | +19 | 35 |
| 4  | Levski Sofia               | 30 | 12 | 11 | 7  | 57 | 39 | +18 | 35 |
| 5  | Lokomotiv Sofia            | 30 | 15 | 5  | 10 | 53 | 40 | +13 | 35 |
| 6  | Pirin Blagoevgrad          | 30 | 13 | 8  | 9  | 46 | 32 | +14 | 34 |
| 7  | Botev Plovdiv              | 30 | 15 | 3  | 12 | 43 | 39 | +4  | 33 |
| 8  | Lokomotiv Gorna Orjahovica | 30 | 11 | 8  | 11 | 28 | 32 | -4  | 30 |
| 9  | Sliven (CB)                | 30 | 12 | 5  | 13 | 41 | 44 | -3  | 29 |
| 10 | Beroe Stara Zagora         | 30 | 10 | 9  | 11 | 43 | 48 | -5  | 29 |
| 11 | Černomorec Burgas (N)      | 30 | 11 | 7  | 12 | 36 | 41 | -5  | 29 |
| 12 | Dunav Ruse                 | 30 | 9  | 9  | 12 | 30 | 38 | -8  | 27 |
| 13 | Lokomotiv Plovdiv          | 30 | 9  | 9  | 12 | 30 | 47 | -17 | 27 |
| 14 | Hebăr Pazardžik (N)        | 30 | 10 | 5  | 15 | 29 | 43 | -14 | 25 |
| 15 | Černo More Varna           | 30 | 6  | 4  | 20 | 28 | 63 | -35 | 16 |
| 16 | Botev Vraca                | 30 | 5  | 5  | 20 | 25 | 65 | -40 | 15 |

- (C) Campione nella stagione precedente
- (N) squadra neopromossa
- (CB) vince la Coppa di Bulgaria

### Verdetti
- CSKA Sofia Campione di Bulgaria 1989-90.
- Hebăr Pazardžik, Černo More Varna e Botev Vraca retrocesse in B PFG.

### Qualificazioni alle Coppe europee
- Coppa dei Campioni 1990-1991: CSKA Sofia qualificato.
- Coppa UEFA 1990-1991: Slavia Sofia qualificato.